# 畠山渉
畠山 渉（はたけやま わたる、1968年3月30日 - ）は日本の政治家。赤平市長（2期目）を務める。

## 経歴
1968年3月30日、赤平市に生まれる。旧北海道赤平西高等学校卒業。1986年、赤平市職員となる。市役所では、商工労政係長や、市職員労働組合委員長を経て、2017年4月に企画課長に就任した。

### 2019年赤平市長選挙
市職員労働組合の要請を受けて、立候補の意向を固めた。そして、2019年1月31日付で赤平市職員を退職し、同年2月10日に正式に赤平市長選への立候補の意向を表明した。選挙戦では政策決定の透明化を訴えた。同年4月21日、現職の菊島好孝を破って当選した。

※当日有権者数：9,042人 最終投票率：73.56%（前回比：-pts）
| 候補者名 | 年齢 | 所属党派 | 新旧別 | 得票数  | 得票率 | 推薦・支持     |
| -------- | ---- | -------- | ------ | ------- | ------ | -------------- |
| 畠山渉   | 51   | 無所属   | 新     | 4,183票 | 63.4%  | -              |
| 菊島好孝 | 69   | 無所属   | 現     | 2,414票 | 36.6%  | 自由民主党推薦 |

### 2023年赤平市長選挙
2023年の市長選挙では自民、公明、新党大地の推薦を受けた元あかびら市立病院事務長の井上英智を破り、再選した。
※当日有権者数：8,023人 最終投票率：71.13%（前回比：-2.43pts）
| 候補者名 | 年齢 | 所属党派 | 新旧別 | 得票数  | 得票率 | 推薦・支持                       |
| -------- | ---- | -------- | ------ | ------- | ------ | -------------------------------- |
| 畠山渉   | 55   | 無所属   | 現     | 3,746票 | 66.1%  | -                                |
| 井上英智 | 52   | 無所属   | 新     | 1,924票 | 33.9%  | 自由民主党、公明党、新党大地推薦 |